# Armilla livanovi
Armilla livanovi is een platworm (Platyhelminthes). De worm is tweeslachtig. De soort leeft in het zoete water van het Baikalmeer.
Het geslacht Armilla, waarin de platworm wordt geplaatst, wordt tot de familie Dendrocoelidae gerekend. De wetenschappelijke naam van de soort werd voor het eerst geldig gepubliceerd in 1974 door Roman Kenk.
De naam van dit taxon werd in 1903 door Sabussow gepubliceerd als Planaria armata. Die naam was in 1858 door Kelaart echter al gebruikt voor een andere soort, nu in de orde Polycladida. Livanov plaatste de soort in 1961 in het geslacht Armilla. Aangezien het epitheton niet geldig was gepubliceerd, kende Kenk in 1974 het nomen novum livanovi toe.